# Toni Schreier
Toni Schreier (* 7. März 1962 in Castrop-Rauxel) ist ein ehemaliger deutscher Fußballspieler.

## Karriere
Schreier spielte mit dem Bundesligateam vom VfL Bochum zwei Spielzeiten in der höchsten deutschen Spielklasse. Seinen ersten Einsatz hatte er unter Trainer Rolf Schafstall in der Saison 1984/85, als er am 1. Spieltag im Heimspiel gegen Eintracht Frankfurt beim Stand von 3:3 in der Endphase eingewechselt wurde. Im weiteren Saisonverlauf blieb er Ergänzungsspieler und absolvierte 19 Einsätze. Im Folgejahr fand er lediglich zweimal Berücksichtigung. Daraufhin wechselte er zur SpVgg Erkenschwick in die Oberliga Westfalen. Mit Erkenschwick qualifizierte er sich 1994 für die Regionalliga West/Südwest.

## Privates
Sein älterer Bruder Christian war ebenfalls Fußballprofi beim VfL Bochum und Bayer 04 Leverkusen.